# 耿林莽
耿林莽（1926年3月7日—2023年1月5日），笔名余思，男，江苏如皋人，中国作家、编审，曾任中国散文诗学会副主席，青岛市作家协会名誉主席。